# Productions de Khrysis
 (décembre 2023).
Si vous disposez d'ouvrages ou d'articles de référence ou si vous connaissez des sites web de qualité traitant du thème abordé ici, merci de compléter l'article en donnant les références utiles à sa vérifiabilité et en les liant à la section « Notes et références ».
 (décembre 2023).
La mise en forme du texte ne suit pas les recommandations de Wikipédia : il faut le « wikifier ».
Les points d'amélioration suivants sont les cas les plus fréquents :
- Les titres sont pré-formatés par le logiciel. Ils ne sont ni en capitales, ni en gras.
- Le texte ne doit pas être écrit en capitales (les noms de famille non plus), ni en gras, ni en italique, ni en « petit »…
- Le gras n'est utilisé que pour surligner le titre de l'article dans l'introduction, une seule fois.
- L'italique est rarement utilisé : mots en langue étrangère, titres d'œuvres, noms de bateaux, etc.
- Les citations ne sont pas en italique mais en corps de texte normal. Elles sont entourées par des guillemets français : « et ».
- Les listes à puces sont à éviter, des paragraphes rédigés étant largement préférés. Les tableaux sont à réserver à la présentation de données structurées (résultats, etc.).
- Les appels de note de bas de page (petits chiffres en exposant, introduits par l'outil «  Source ») sont à placer entre la fin de phrase et le point final[comme ça].
- Les liens internes (vers d'autres articles de Wikipédia) sont à choisir avec parcimonie. Créez des liens vers des articles approfondissant le sujet. Les termes génériques sans rapport avec le sujet sont à éviter, ainsi que les répétitions de liens vers un même terme.
- Les liens externes sont à placer uniquement dans une section « Liens externes », à la fin de l'article. Ces liens sont à choisir avec parcimonie suivant les règles définies. Si un lien sert de source à l'article, son insertion dans le texte est à faire par les notes de bas de page.
- La présentation des références doit suivre les conventions bibliographiques. Il est recommandé d'utiliser les modèles {{Ouvrage}}, {{Chapitre}}, {{Article}}, {{Lien web}} et/ou {{Bibliographie}}. Le mode d'édition visuel peut mettre en forme automatiquement les références.
- Insérer une infobox (cadre d'informations à droite) n'est pas obligatoire pour parachever la mise en page.

Pour une aide détaillée, merci de consulter Aide:Wikification.
Si vous pensez que ces points ont été résolus, vous pouvez retirer ce bandeau et améliorer la mise en forme d'un autre article.
Cet article présente la liste des productions musicales réalisées par Khrysis.

## 2003
- Cesar Comanche : Paper Gods
  - Daily Operation (featuring L.E.G.A.C.Y. et Sean Boog) – Coproduit par 9th Wonder
  - Wrong Religion

- Justus League : N.C. State of Mind
  - The Blah Blah
  - On (featuring Cesar Comanche)
  - Let Off a Round
  - Love Is (featuring Little Brother)
  - On the Line (featuring Rapper Big Pooh, Chaudon et Joe Scudda)

## 2004
- Compilation artistes divers : Definition. The Hip-Hop Compilation
  - Streetwise Remix (EAF)

- Compilation DJ KO : Hub City - Revival
  - Lights Out (The Away Team)
  - The Same (Kenn Starr)

- Little Brother : The Chittlin' Circuit - The Mixtape
  - Starvation (featuring Chaudon)

- Masta Ace : A Long Hot Summer
  - Da Grind (featuring Apocalypse)

- Rapper Big Pooh : Sleepers
  - I Don't Care
  - Just Friends
  - Live Life (featuring O-Dash et Spectac)
  - My Mind (featuring O-Dash)
  - The Fever

- The Thyrday : The Perfection Experiment 2
  - PX2 Intro
  - Rutherford Affair
  - Fan
  - Cycle

## 2005
- Compilation artistes divers : Hall of Justus Presents: Soldiers of Fortune
  - Grind Season (The Away Team)
  - I Want to Know (L.E.G.A.C.Y.)
  - Keep It to the Side (Rapper Big Pooh feturing Skyzoo)
  - Feelings (Jozeemo)
  - Where I'm From (Hall Of Justus Remix) (Hall of Justus featuring Buddy Klein, E. Jones, Jozeemo, Phocuz, Skyzoo et Vandalyzm)
  - Tour of Duty (Hall of Justus featuring Purple St. James)
  - Seeing Is Believing (Embassy & Big Dho)
  - Do It Again (The Away Team featuring Chaundon)
  - National Anthem (The Away Team)

- Compilation artistes divers : NBA 2K6: The Tracks
  - The Jam (Jean Grae)

- Compilation artistes divers : Undercover Cuts 24
  - The Shinin' (The Away Team)

- The Away Team : Likka Hi (Last Call) / Come on Down

- Big Pooh : Just Friends / The Jungle / Too Real
  - Just Friends
  - Too Real

- Cesar Comanche : Squirrel and the Aces
  - The Grind (featuring Supastition)
  - Big Game Hunters (featuring Joe Scudda et Tajai)
  - Rockin It (featuring Sean Boog)
  - All Praises Due

- Cesar Comanche : Up and Down
  - Edited for TV (Lunchtime Rush Remix)

- Edgar Allen Floe : True Links
  - Back in Time

- Justus League : Triple Play: The EP
  - Tellin' Me (Rapper Big Pooh)
  - Keep the Bling (Rapper Big Pooh)
  - Shitty (The Away Team)
  - Do It (The Away Team featuring Joe Scudda et L.E.G.A.C.Y.)
  - Come on Down (The Away Team featuring Smif-n-Wessun)
  - Family Ties (The Away Team)
  - The Death List (L.E.G.A.C.Y. featuring The Away Team)
  - Who's That (The Away Team featuring L.E.G.A.C.Y. et Phonte)

- Kaze & 9th Wonder : Spirit of '94: Version 9.0
  - Locked in Chains

- K-Hill : Stamps of Approval
  - Walk in My Shoes (Remix) (featuring L.E.G.A.C.Y. et Sean Boog)
  - Heavenly Father

- L.E.G.A.C.Y. : Project Mayhem
  - Mayhem
  - Too Long
  - Pure (featuring Phonte)
  - Throw Something
  - I'm a Star" (featuring Chaundon, Joe Scudda et Median)

- Little Brother : The Chittlin Circuit 1.5
  - Third Party (featuring Joe Scudda)
  - Starvation (featuring Chaudon)
  - Khrysis Shoutro

- Little Brother : The Minstrel Show
  - Watch Me

- Median : The Path to Relief
  - Cool (featuring Phonte)
  - Freestyle Outro

- Sean Price : Monkey Barz
  - Onion Head (featuring Tek)
  - Bye Bye (featuring Buckshot)

- Smif-n-Wessun : Tek & Steele: Reloaded
  - Gunn Rap
  - Sick Em Son

- Smif-n-Wessun : Timbz Do Work
  - Gunn Talk

- Spectac : One Day

- Splash : The Ripple Effect
  - Right on Time

## 2006
- Darien Brockington : Somebody to Love
  - Think It Over – Coproduit par 9th Wonder
  - Don't Say Goodbye – Coproduit par Sheldon « Official » Williams
  - Thank You

- E.A. Floe : Floe Almighty
  - Craftmatic

- Little Brother & DJ Drama : Separate but Equal
  - Rollin Out (featuring Supastition)
  - Macaroni
  - Hate
  - Boondock Saints (featuring Chaudon et L.E.G.A.C.Y.)

- Kenn Starr : Starr Status
  - Waitin' On You

## 2007
- The Away Team : Training Day

- Chaundon : Ambitions of a Writer
  - No Excuses
  - BX Stand Up
  - Juggernaut
  - No
  - Mr. Info

- Cormega : Who Am I?
  - The Rap Game (featuring Little Brother)

- Evidence : The Layover EP
  - The Layover
  - For Whom the Bell Tolls (featuring Blu, Phonte et will.i.am)

- Jean Grae & 9th Wonder : Jeanius
  - #8
  - American Pimp (featuring Median)

- Jozeemo : Cry Now Laf Later
  - I'm That Nigga
  - Lose It (featuring Little Brother)
  - Feelings

- Khrysis : On the Boards with the Heat: Vol I: The Instrumental

- Little Brother : Getback
  - After the Party (featuring Carlitta Durand)
  - Dreams – Coproduit par Rashid Hadee et Phonte

- Median : Relief in the Making
  - Rize
  - Personified (Remix)
  - Yeah Right

- Median : Median's Relief
  - Rize (featuring LaDehra)
  - 2 Side Coin (Remix) (featuring L.E.G.A.C.Y. et Spectac)
  - Personified (Super-Charged Remix)

- Sean Price : Jesus Price Supastar
  - Stop
  - King Kong (featuring Rock)
  - Directors Cut

- Sean Price : Master P
  - The Huckabuck
  - Jamaican
  - Psycho Ward (Music from Mic Tyson)

- Joe Scudda : The Authentic Mixtape
  - So Much Drama (featuring L.E.G.A.C.Y.)
  - Bad Habits (featuring L.E.G.A.C.Y. et Sean Boog)
  - Too Real (featuring Big Pooh)
  - Each Day
  - Let Me Know (featuring L.E.G.A.C.Y., Chaundon et Sean Boog)
  - Do It
  - What Up
  - Balougagoon Season
  - Wanted Man (featuring L.E.G.A.C.Y. et Median)
  - Door to My Life
  - F@!K Outta Here

- Skyzoo : Corner Store Classic
  - Braggin Rights

- Supastition : Leave of Absence
  - Word Has It

- Supastition : Guest of Honor
  - Doin' Me (Little Brother featuring Supastition)

## 2008
- Compilation artistes divers : Juice CD Volume 87
  - The Getaway (Little Brother)

- Big Pooh : Rapper's Delight
  - Reality Check (featuring Big Dho, D. Black et Mykstro)
  - Hands Up (featuring Chaundon & Roc « C »)
  - Crazy
  - On the Real (featuring E. Ness et Jozeemo)

- Brooklyn Academy : Presents: Summer School
  - Rollout (featuring Wordsworth)

- Chaundon : The Prefix Vol. 1
  - Same Team (featuring L.E.G.A.C.Y.)
  - No Excuses
  - Brutus

- Chaundon : Carnage
  - HPNY
  - Angie
  - Told You That (featuring Torae)
  - Can I Live

- DJ K.O. : Picture This...
  - Someday (Remix) (Torae, John Robinson, Talib Kweli et Tiffany Paige)

- Edgar Allen Floe : The Streetwise LP
  - Exposure

- Heltah Skeltah : D.I.R.T. (Da Incredible Rap Team)
  - The Art of Disrespekinazation
  - D.I.R.T. (Another Boot Camp Clik Yeah Song)

- Jozeemo : The Untold Story
  - Freeze (featuring Rapsody et Sean Boog)

- Khrysis : On the Boards with the Heat Vol. 2

- Little Brother : ...And Justus for All
  - A Word from Our Sponsors
  - Cool as a Fan
  - The Pressure
  - Lose It
  - Stylin
  - Back at It (Remix)

- Little Brother : ...And Justus for All the EP Edition
  - Stylin
  - Stylin Instrumental
  - Do Ya Thing (featuring O-Dash 
  - Do Ya Thing (Instrumental)

- Tanya Morgan : Tanya Morgan Is a Rap Group
  - Bout to Be Some

- Torae : Daily Conversation
  - Somethin' to See
  - Save The Day (featuring Kel Spencer et Sha Stimuli)
  - The Nigguz Is Comin' (featuring Tash)

- Torae : Allow Me to Reintroduce Myself
  - Heard It All Before (featuring Emilio Rojas)
  - Crash
  - Told You That (featuring Chaundon)

- Vandalyzm : Megatron Majorz
  - Money on the Table (Remix) (The Away Team)

## 2009
- Baron Von Alias : The Mechanism (Workings of a Timepiece)
  - Shine On

- Cesar Comanche : Die in Your Lap
  - Shame

- Cormega : Born and Raised
  - Prelude – Coproduit par Cormega
- Dynas : The Apartment
  - Hey Sister (featuring Tone Trezure)

- Finale : A Pipe Dream and a Promise
  - The Waiting Game (featuring Invincible et Prince Whippa Whip)

- Kam Moye : Splitting Image
  - Reality Check

- KRS-One & Buckshot : Survival Skills
  - Amazin (featuring Loudmouf Choir et Sean Price)
  - Hear No Evil

- L.E.G.A.C.Y. : Suicide Music

- L.E.G.A.C.Y. & DJ Flash : The NC Chainsaw Massacre
  - Off the Man (featuring G.A.T., K. Hill et Panama)
  - That Me Shit (featuring Sean Boog)
  - Heat Rises (featuring Kaze et Nervous Reck)
  - 4 Cornered Room
  - 14 Grams

- Rapper Big Pooh : The Delightful Bars (The North American Pie Version)
  - The Comeback
  - Reality Check (featuring Big Dho, D. Black et Mykestro)
  - The Life (featuring Muhsinah)

- Emilio Rojas : Recession Proof
  - Here I Am (featuring Mela Machinko)

- Skyzoo : The Power of Words: The Mixtape
  - No Pretending

- Cy Young : Exactly! The LP Extended Version
  - Keep Doin' It

## 2010
- Compilation artistes divers : Free Shabazz
  - Don't Stop (Chaundon)

- 9th Wonder : 9th's Opus: It's a Wonderful World Music Group Vol. 1
  - 1000ft. (Big Remo featuring Khrysis)
  - Bitch Be Gone (The Away Team)

- Big Remo : 9th Wonder Presents Big Remo: Entrapment
  - What It Takes
  - Entrapment (featuring Khrysis)

- Blacastan : The Master of Reality
  - It's a Khrysis
  - If You Only Knew (featuring Big Stat)

- Sean Boog : Lights Beers Ahead of You
  - Drunken Style (featuring Add2theMC)
  - Red Eye
  - Takin' It
  - Playground
  - What It Is (featuring Rapsody)
  - It's Cold (Go Inside) (featuring HaLo et E. Jones)

- Copywrite : The High Exhaulted
  - Last Laugh

- Copywrite : The Life and Times of Peter Nelson
  - Best in Show (featuring Planet Asia et Tage Future)

- Krondon : Let Em Live
  - Incline

- Little Brother : Leftback
  - Curtain Call
  - Table for Twor (featuring Jozeemo et Yahzarah)
  - Tigallo for Dolo
  - Revenge (featuring Median et Truck North)
  - Go Off Go On
  - Get Enough Pt. 2 (featuring Khrysis)
  - 24 (featuring Torae)

- Montage One : Http : //MontageOne.com 10.6.2 OGX
  - Mic Acrobats (featuring Little Brother) – Coproduit par Evidence

- Rapsody : Return of the B-Girl
  - Return of the B-Girl (Mara Jade)

- Slum Village : Villa Manifesto
  - Bare Witness

- Spectac : Spectac Returns - Looks Like Another Job for Spectac
  - Pushin' (featuring Los)
  - One Day (featuring Big Daddy Kane et Kofi)
  - Time to Build
  - Ready or Not (featuring Little Brother et Median)
  - Just Ill
  - Rain Drops (featuring Keisha Shontelle)
  - Superman (featuring Sean Boog)
  - Green I's

## 2011
- Actual Proof : The Talented Tenth
  - Letta’ to Correta (featuring Bird & The Midnight Falcons)
  - The March
  - Detroit Red
  - Let Cha Know (featuring Big Remo)
  - Desegregation (featuring Thee Tom Hardy et Sean Boog)
  - The X Factor

- Actual Proof : Still Hotter Than July
  - 2 High featuring Thee Tom Hardy)
  - Rod Strickland
  - Light the World
  - Take It Back (featuring Drique London)

- Apathy : Honkey Kong
  - Check to Check – Coproduit par Evidence

- The Away Team : Scars & Stripes

- Big Remo : L-R-G Presents Robin Hood Ree
  - One for fhe Fam" (featuring The Away Team)
  - Molotov Ree
  - Spark Something (featuring Tyler Woods et Laws)

- Sean Boog : The Phantom of the Jamla
  - Back & Forth

- Braille : Native Lungs
  - Feel It – Coproduit par Evidence

- HaLo : Heat Writer II
  - Topic of Conversation
  - Mr. Ben Ready (featuring Big Remo)
  - Jammin' on the One
  - Cold Chillin'
  - Follow Me (featuring GQ)
  - Nevermind

- HaLo : The Blind Poet
  - Too Strong (featuring Skyzoo)
  - Bag(featuring Charlie Smarts)'
  - Bussin (featuring 9thmatic)
  - Magical (featuring Sean Boog et Thee Tom Hardy)
  - Dark Knight

- King Mez & Khrysis : The King's Khrysis

- Talib Kweli : Gutter Rainbows
  - I'm On One

- Mac Miller : Best Day Ever
  - She Said

- Median : The Sender
  - Bright Individual (featuring DJ Flash et Jeanne Jolly)
  - Crazy Visions
  - Okie Dokers (featuring Khrysis)

- Phonte : Charity Starts at Home
  - Everything Is Falling Down (featuring Jeanne Jolly)

- GQ : Troubled Man
  - ACC (featuring Rapsody et HaLo)
  - Don't Be Afraid (featuring HaLo)
  - Forever in a Day
  - Magnetc (featuring HaLo)

- Rapsody : Thank H.E.R. Now
  - Extra Extra (featuring HaLo et Mac Miller)
  - Blankin' Out (Remix) featuring Jean Grae)

- Rapsody : For Everything
  - For Everything
  - 420 pm
  - Live It Up (featuring Bluu Suede)
  - Rock the Bells (featuring Kendrick Lamar)

- Torae : For the Record
  - Alive (featuring Wes)

- TP : P Is My Hero
  - Intro (featuring Tyler Woods)
  - Gotta Work (featuring King Mez, HaLo et Heather Victoria)

- Heather Victoria : Graffiti Diary
  - Missing You (featuring Big Remo)
  - Your Lady (featuring Laws)
  - Won't Stress Me (featuring Rapsody)

- Heather Victoria : Hip Hop Soul Lives
  - Go All In

## 2012
- Compilation artistes divers :  Event 20/20 Music
  - Terrorist Attack (The Away Team)

- Actual Proof : Black Boy Radio
  - Live From Cloud 9
  - Skate Kids II (featuring Scoopay)
  - Fonk It Up (Reprise)
  - The Feel
  - A Letta to Coretta (featuring Bird & the Midnight Falcons)

- Add-2 : S.ave O.ur S.ouls
  - Keep Walking (featuring Sundown)

- Big Remo : Sleepwalkers
  - I’m Back (featuring Rapsody)
  - Still Life (featuring HaLo & 9thmatic)
  - You Know

- Sean Boog : Sean Boogie Nights
  - Bug Spray
  - Money Isn't Everything

- Copywrite : God Save the King
  - Union Rights (featuring MHz)

- Khrysis : fuNkwhatchuheard

- Planet Asia : Black Belt Theatre
  - Lost and Found

- Sean Price : Mic Tyson
  - Hush

- Rapsody : The Idea of Beautiful
  - Motivation (featuring Big Rube)
  - Destiny

- Rapsody : The Black Mamba EP
  - Ballin' One (featuring Tab-One)

- Torae : Off the Record EP
  - Gettin' Biz (featuring Khrysis)

## 2013
- Add-2 & Khrysis : Between Heaven & Hell

- GQ : Death Threats & Love Notes: The Prelude
  - I Know (featuring Rapsody et Rocki Evans)

- Khrysis : Merry Khrysmas

- Talib Kweli : Gravitas
  - Inner Monologue

- Locksmith : The Green Box
  - Transitions – Coproduit par Eric G

- Truck North : Murder By Mourning
  - Bitches Brew

- Rapsody : She Got Game
  - Thank You Very Much
  - Everlasting
  - Caught Up (featuring Raheem DeVaughn)
  - Special Way
  - Facts Only
  - The Pressure (featuring Styles P)

## 2014
- Compilation artistes divers : 9th Wonder Presents: Jamla Is the Squad
  - God Willin' (Actual Proof et TP)
  - Bang (Big Remo, HaLo et Rapper Big Pooh)
  - No Competition (Talib Kweli, Elzhi et Phonte)
  - Pretty Bird (HaLo, Masta Killa et Talib Kweli)
  - Walk on By (GQ et Heather Victoria)
  - Bomber & a Fly Chick (Add-2)
  - Be Inspired (Pete Rock, Lecrae et Rapsody)
  - Knock Knock (Add-2 et Sundown)

- Verbal Kent : Sound of the Weapon